# Centro Católico Portugués
La fundación del Centro Católico Portugués (CCP) fue divulgada el 5 de mayo de 1915. El nuevo partido tenía como objetivo organizar a los católicos a nivel político y social, para que las leyes, las políticas y las instituciones sociales estuviesen guiadas por los principios cristianos. Los objectivos prioritarios eran la restauración de las relaciones con la Santa Sede, así como la garantía de las libertades de la Iglesia católica: de culto, de enseñanza y de asociación.
En respuesta al anticlericalismo republicano, aparecieron varias asociaciones de estudiantes católicos como el Centro Académico de la Democracia Cristiana (CADC) en 1911, con el impulso de militantes como el futuro dictador portugués António de Oliveira Salazar y el futuro cardenal Manuel Gonçalves Cerejeira. Fue en el Centro Católico Portugués donde muchos exmilitantes del CADC ganaron experiencia política, incluyendo Salazar.
Este partido consiguió un escaño en la Cámara de Diputados y un otro escaño en el Senado en las elecciones parlamentarias de 1915.
Las elecciones de 1918 fueron boicoteadas por los tres partidos principales (Partido Democrático, Partido Evolucionista y Unión Republicana). En estas elecciones, el CCP consiguió cinco escaños en la Cámara de Diputados y retuvo su escaño en el Senado.
En las elecciones parlamentarias de 1921, António de Oliveira Salazar fue elegido diputado por el Centro Católico Portugués, por la circunscripción electoral de Guimarães, pero solo asistió a la sesión inaugural del nuevo Parlamento. En estas elecciones el partido obtuvo 3 escaños en la Cámara de Diputados y 3 escaños en el Senado.
Aunque su representación se redujo a un solo escaño en el Senado en las elecciones de 1922, el CCP se hizo con cinco escaños en la Cámara de Diputados. En las elecciones de 1925 el partido mantuvo su escaño en el Senado y obtuvo cuatro escaños en la Cámara de Diputados.